# One Room Disco
One Room Disco (ワンルーム・ディスコ?, Wan Rūmu Disuko) è il quattordicesimo singolo del trio j-pop giapponese Perfume. È stato pubblicato il 25 marzo 2009 dall'etichetta major Tokuma Japan Communications.
Il singolo è stato stampato in due versioni in confezione jewel case: una special edition con DVD extra ed una normal edition con copertina diversa.

## Tracce
Tutti i brani sono testo e musica di Yasutaka Nakata.

Dopo il titolo è indicata fra parentesi "()" la grafia originale del titolo.
1. One Room Disco (ワンルーム･ディスコ?) - 5:09
2. 23:30 (23:30?) - 5:18
3. One Room Disco -Original Instrumental- (ワンルーム･ディスコ -Original Instrumental-?) - 5:09
4. 23:30 -Original Instrumental- (23:30 -Original Instrumental-?) - 5:18

### DVD
1. One Room Disco (ワンルーム･ディスコ?); videoclip

## Altre presenze
- One Room Disco:
  - 08/07/2009 - ⊿

## Formazione
- Nocchi - voce
- Kashiyuka - voce
- A~chan - voce